# Federico Augusto di Harrach-Rohrau
Federico Augusto di Harrach-Rohrau (nome completo in tedesco Friedrich August Gervas; Vienna, 8 giugno 1696 – Vienna, 4 giugno 1749) è stato un diplomatico e politico austriaco.

## Biografia

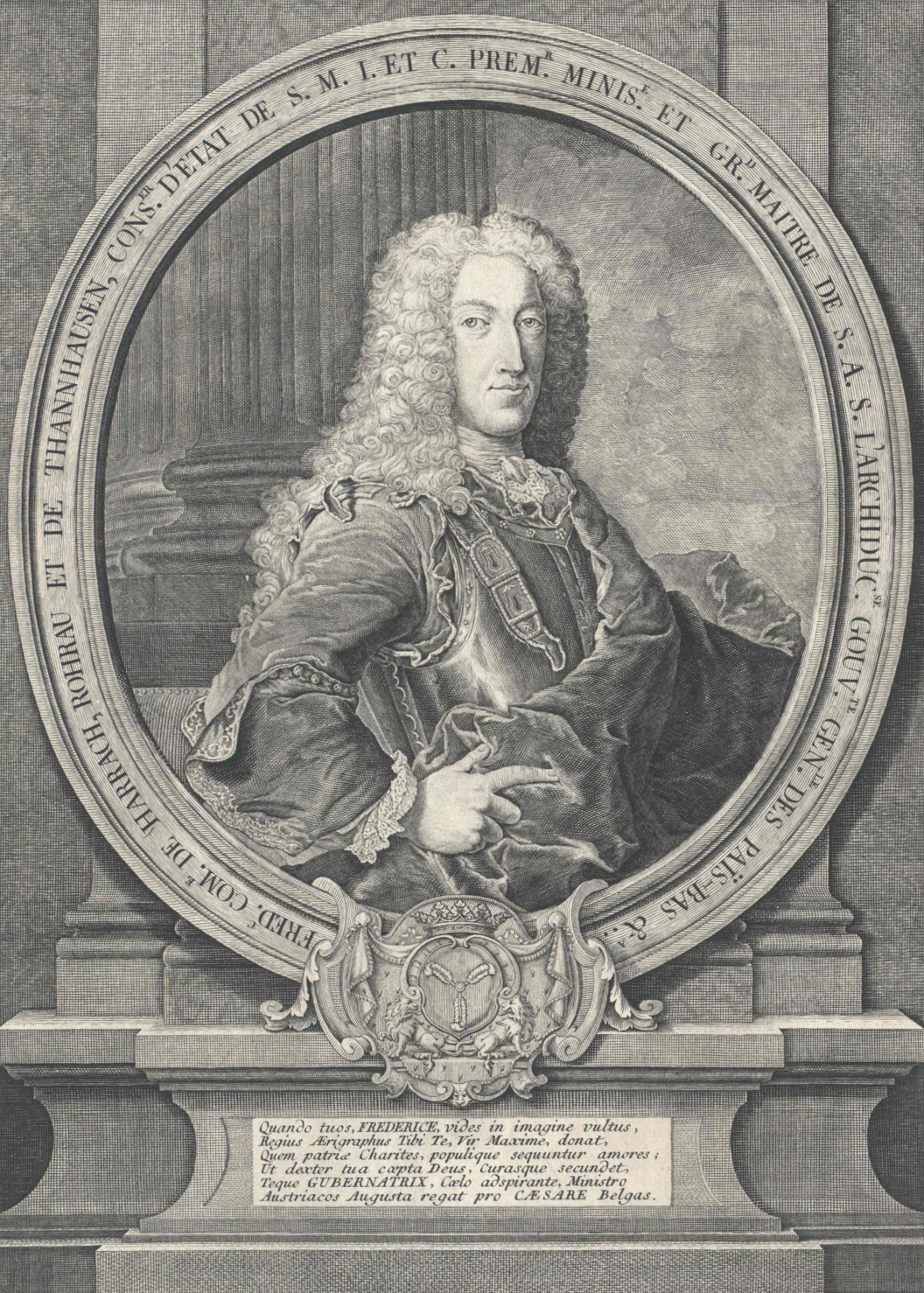
Federico Augusto di Harrach-Rohrau in una stampa d'epoca

Figlio primogenito tra i sopravvissuti del conte Aloys Thomas Raimund von Harrach e della sua seconda moglie, la contessa Anna Cecilia von Thannhausen, Federico Augusto era inoltre nipote del diplomatico Ferdinand Bonaventura von Harrach (1637-1706), confidente dell'imperatore Leopoldo I del Sacro Romano Impero.
Entrato nel servizio diplomatico imperiale come consigliere a corte nel 1720, divenne ambasciatore imperiale presso la corte di Torino nel 1726, ambasciatore in Boemia e alla dieta di Ratisbona dal 1728 al 1733 ed infine venne nominato nel 1745 alla carica di cancelliere supremo della Boemia alla firma del trattato di Dresda.
Salì al trono della contea di Harrach-Rohrau alla morte del padre, dopo essere stato designato quale successore al governatorato dei Paesi Bassi austriaci, carica che mantenne dal 1741 al 1744.
Alla morte di Federico Augusto, gli succedette il figlio primogenito Ernesto Guido (1723 - 1783), il quale fu anche antenato del luogotenente colonnello conte Franz von Harrach, guardia del corpo dell'arciduca Francesco Ferdinando, quando quest'ultimo venne assassinato a Sarajevo il 28 giugno 1914.
Joseph Haydn nacque nel villaggio di Rohrau, dove i conti di Harrach avevano la loro residenza di famiglia.

## Matrimonio e figli
Il 5 febbraio 1719 sposò la principessa Maria Eleonora del Liechtenstein, figlia di Antonio Floriano del Liechtenstein e di Eleonora Barbara di Thun-Hohenstein, dalla quale ebbe 16 figli:
- Francesco Antonio (13 maggio 1720 - 25 marzo 1724)
- Maria Rosa (20 agosto 1721 - 29 agosto 1785), sposò il conte Ferdinando Bonaventura II von Harrach
- Giovanni Giuseppe (18 settembre 1722 - 8 dicembre 1746)
- Ernesto Guido (8 settembre 1723 - 23 marzo 1783); suo successore, industriale, sposò la principessa Maria Giuseppa di Dietrichstein-Proskau
- Maria Anna (27 aprile 1725 - 29 aprile 1780), sposò il conte Nikolaus Sebastian von Lodron
- Anna Vittoria (1726 - 6 gennaio 1746)
- Maria Giuseppina (20 novembre 1727 - 15 febbraio 1788); sposò suo cugino, il principe Giovanni Nepomuceno Carlo di Liechtenstein; sposò in seconde nozze nel 1752 Josef Maria Karel von Lobkowicz
- Massimiliano Giuseppe (13 settembre 1729 - 6 marzo 1730)
- Bonaventura (20 marzo 1731 - 14 febbraio 1794)
- Ignazio Luigi (2 ottobre 1732 - 11 marzo 1753)
- Francesco Saverio (2 ottobre 1732 - 15 febbraio 1781), sposò la contessa Maria Rebecca von Hohenems
- Giovanni Leopoldo (12 dicembre 1733 - 27 settembre 1734)
- Maria Elisabetta (19 maggio 1735 - 9 giugno 1735)
- Ferdinando (4 gennaio 1737 - 27 marzo 1748)
- Giovanni Nepomuceno Ernesto (20 maggio 1738 - 17 dicembre 1739)
- Maria Cristina (24 luglio 1740 - 27 novembre 1791)

## Ascendenza
|                                       |                              |                                          | Genitori                        |  |  | Nonni |  |  | Bisnonni                   |  |  | Trisnonni        |  |
|                                       |                              |                                          |                                 |  |  |       |  |  | Otto Friedrich von Harrach |  |  | Karl von Harrach |  |
|                                       |                              |                                          |                                 |  |  |       |  |  | Otto Friedrich von Harrach |  |  | Karl von Harrach |  |
|                                       |                              | Maria Elisabeth von Schrattenbach        |                                 |  |  |       |  |  | Otto Friedrich von Harrach |  |  |                  |  |
| Ferdinand Bonaventura I von Harrach   |                              |                                          |                                 |  |  |       |  |  | Otto Friedrich von Harrach |  |  |                  |  |
|                                       |                              | Lavinia Maria Tecla Gonzaga              | Camillo II Gonzaga              |  |  |       |  |  |                            |  |  |                  |  |
|                                       |                              | Lavinia Maria Tecla Gonzaga              | Camillo II Gonzaga              |  |  |       |  |  |                            |  |  |                  |  |
|                                       |                              | Lavinia Maria Tecla Gonzaga              | Maria Caterina d'Avalos         |  |  |       |  |  |                            |  |  |                  |  |
| Aloys Thomas Raimund von Harrach      |                              | Lavinia Maria Tecla Gonzaga              |                                 |  |  |       |  |  |                            |  |  |                  |  |
|                                       |                              | Johann Maximilian von Lamberg            | Georg Sigmund von Lamberg       |  |  |       |  |  |                            |  |  |                  |  |
|                                       |                              | Johann Maximilian von Lamberg            | Georg Sigmund von Lamberg       |  |  |       |  |  |                            |  |  |                  |  |
|                                       |                              | Johann Maximilian von Lamberg            | Johanna von der Leiter          |  |  |       |  |  |                            |  |  |                  |  |
| Johanna Theresia Lamberg              |                              | Johann Maximilian von Lamberg            |                                 |  |  |       |  |  |                            |  |  |                  |  |
|                                       |                              | Judith Rebecca Würben                    | Georg Würben                    |  |  |       |  |  |                            |  |  |                  |  |
|                                       |                              | Judith Rebecca Würben                    | Georg Würben                    |  |  |       |  |  |                            |  |  |                  |  |
|                                       |                              | Judith Rebecca Würben                    | Helene Bruntálsky z Vrbna       |  |  |       |  |  |                            |  |  |                  |  |
| Friedrich August von Harrach-Rohrau   |                              | Judith Rebecca Würben                    |                                 |  |  |       |  |  |                            |  |  |                  |  |
|                                       | Johann Anton von Thannhausen | Balthasar von Thannhausen                |                                 |  |  |       |  |  |                            |  |  |                  |  |
|                                       | Johann Anton von Thannhausen | Balthasar von Thannhausen                |                                 |  |  |       |  |  |                            |  |  |                  |  |
|                                       | Johann Anton von Thannhausen | Barbara von Hollenegg                    |                                 |  |  |       |  |  |                            |  |  |                  |  |
| Johann Joseph Ignaz von Thannhausen   | Johann Anton von Thannhausen |                                          |                                 |  |  |       |  |  |                            |  |  |                  |  |
|                                       |                              | Maria Barbara von Mörsperg               | Erhart Friedrich von Mörsperg   |  |  |       |  |  |                            |  |  |                  |  |
|                                       |                              | Maria Barbara von Mörsperg               | Erhart Friedrich von Mörsperg   |  |  |       |  |  |                            |  |  |                  |  |
|                                       |                              | Maria Barbara von Mörsperg               | Eva Barbara von Trauttmansdorff |  |  |       |  |  |                            |  |  |                  |  |
| Anna Cäcilia von Thannhausen          |                              | Maria Barbara von Mörsperg               |                                 |  |  |       |  |  |                            |  |  |                  |  |
|                                       |                              | Erhard Ferdinand Truchseß von Wetzhausen | Hans Truchseß von Wetzhausen    |  |  |       |  |  |                            |  |  |                  |  |
|                                       |                              | Erhard Ferdinand Truchseß von Wetzhausen | Hans Truchseß von Wetzhausen    |  |  |       |  |  |                            |  |  |                  |  |
|                                       |                              | Erhard Ferdinand Truchseß von Wetzhausen | Anna Maria von Tettau           |  |  |       |  |  |                            |  |  |                  |  |
| Anna Eleonore Truchseß von Wetzhausen |                              | Erhard Ferdinand Truchseß von Wetzhausen |                                 |  |  |       |  |  |                            |  |  |                  |  |
|                                       |                              | Maria Elisabeth von Wagensperg           | Rudolf von Wagensperg           |  |  |       |  |  |                            |  |  |                  |  |
|                                       |                              | Maria Elisabeth von Wagensperg           | Rudolf von Wagensperg           |  |  |       |  |  |                            |  |  |                  |  |
|                                       |                              | Maria Elisabeth von Wagensperg           | Eleonore Eusebia zu Dohna       |  |  |       |  |  |                            |  |  |                  |  |
|                                       |                              | Maria Elisabeth von Wagensperg           |                                 |  |  |       |  |  |                            |  |  |                  |  |